# كلينت غوسلينج
كلينت غوسلينج (بالإنجليزية: Clint Gosling)‏ هو لاعب كرة قدم نيوزيلندي، ولد في 1 مايو 1960 في ليفربول في المملكة المتحدة. شارك مع منتخب نيوزيلندا لكرة القدم. أما مع النوادي، فقد لعب مع نادي سيدني أوليمبيك ونيوكاسل يونايتد جتس.

## وصلات خارجية
- كلينت غوسلينج على موقع الاتحاد الدولي (مؤرشف)  (الإنجليزية)
- كلينت غوسلينج على موقع قاعدة بيانات كرة القدم.إي يو (الإنجليزية)
- كلينت غوسلينج على موقع ناشيونال فوتبول تيمز (الإنجليزية)